# Thibaud Margalet
Pas d'image ? Cliquez ici

a Compétitions nationales et continentales officielles uniquement.

b Matchs officiels uniquement.
Thibaud Margalet, né le 3 janvier 1993, est un joueur de rugby à XIII français évoluant au poste de pilier. Il joue depuis 2013 aux Dragons Catalans en Super League ainsi que sa réserve Saint-Estève XIII Catalan dans le Championnat de France. Avec cette dernière, il a notamment remporté la Coupe de France 2016 et atteint la finale du Championnat de France en 2013.

## Biographie
Il est l'un des grands espoirs du rugby à XIII français et vient d'une famille de joueurs de rugby:  son grand-père est un ancien joueur de rugby à XIII ayant évolué sous les couleurs du XIII Catalan, son frère est également un joueur de rugby à XIII.
Formé aux Dragons Catalans et plus particulièrement sa réserve Saint-Estève XIII Catalan, Thibaud Margalet fait des débuts en Super League lors de la saison 2013. Depuis cette saison, il fait des apparitions sporadiques aux Dragons Catalans bien qu'il soit intégré au groupe. Toutefois il prend une part active dans les performances de Saint-Estève XIII Catalan dont une victoire en Coupe de France en 2016.
Il est retenu dans la liste des vingt-quatre joueurs sélectionnés pour disputer la Coupe du monde 2017.

## Palmarès
- Collectif :
  - Vainqueur de la Coupe d'Europe : 2018 ( France)
  - Vainqueur de la Challenge Cup : 2018[2] (Dragons Catalans).
  - Vainqueur du Championnat de France : 2019 (Saint-Estève XIII Catalan) et 2021 (Lézignan)..
  - Vainqueur de la Coupe de France : 2016 et 2018 et 2025 (Saint-Estève XIII catalan).
  - Finaliste du Championnat de France : 2013 (Saint-Estève XIII catalan).
  - Finaliste de la Coupe de France : 2015 et 2019  (Saint-Estève XIII catalan).

### Détails en sélection
| 1. | 29 octobre 2017  | Liban          | 18-29 | Coupe du monde | Remplaçant | 0 | - | - | - |
| 2. | 3 novembre 2017  | Australie      | 6-52  | Coupe du monde | Remplaçant | 0 | 0 | 0 | 0 |
| 3. | 12 novembre 2017 | Angleterre     | 6-36  | Coupe du monde | Remplaçant | 0 | 0 | 0 | 0 |
| 4. | 17 octobre 2018  | Angleterre     | 6-44  | Amical         | Remplaçant | 0 | 0 | 0 | 0 |
| 5. | 27 octobre 2018  | pays de Galles | 54-18 | Coupe d'Europe | Remplaçant | 0 | 0 | 0 | 0 |
| 6. | 3 novembre 2018  | Irlande        | 24-10 | Coupe d'Europe | Remplaçant | 0 | 0 | 0 | 0 |

### En club
| Saison                 | Club                   | Compétition            | Matchs | Points | Essais | Buts | Drop |
| ---------------------- | ---------------------- | ---------------------- | ------ | ------ | ------ | ---- | ---- |
| 2013                   | Dragons Catalans       | Super League           | 1      | 0      | 0      | 0    | 0    |
| 2014                   | Dragons Catalans       | Super League           | 1      | 0      | 0      | 0    | 0    |
| 2015                   | Dragons Catalans       | Super League           | 3      | 0      | 0      | 0    | 0    |
| 2016                   | Dragons Catalans       | Super League           | 1      | 0      | 0      | 0    | 0    |
| 2017                   | Dragons Catalans       | Super League           | 2      | 0      | 0      | 0    | 0    |
| 2018                   | Dragons Catalans       | Super League           |        |        |        |      |      |
| 2018                   | Dragons Catalans       | Challenge Cup          | 1      | 0      | 0      | 0    | 0    |
| Total Dragons Catalans | Total Dragons Catalans | Total Dragons Catalans | 8      | 0      | 0      | 0    | 0    |